# Legión Negra (Croacia)
La Legión Negra (en croata: Crna Legija) fue una unidad de tipo militar de elite del Estado Independiente de Croacia (NDH) creada en el otoño de 1941 durante la Segunda Guerra Mundial, famosa por sus crímenes contra la población civil.

## Historia
La Legión Negra se creó en septiembre de 1941, teóricamente para proteger la frontera oriental del NDH de la infiltración de partisanos yugoslavos y de las bandas chetniks. En la práctica, las actividades de la unidad consistían en la expulsión de la población no croata mediante el terror y el exterminio, entre otras nacionalidades, de la población serbia de Bosnia. Recibió su nombre del color de su uniforme, teóricamente debido a que sus primeros miembros fueron jóvenes musulmanes cuyos padres habían sido asesinados a manos de chetniks y partisanos pero, en realidad, elegido por ser el único color para el que se disponía de tela para los uniformes.
Obsesionada con la muerte, la unidad era un escuadrón de asesinos.
Temida por sus víctimas y ensalzada por la propaganda ustacha, la unidad estaba formada principalmente por jóvenes, muchos no mayores de dieciocho años. Su caudillo, Jure Francetić, cayó en combate en diciembre de 1942, convirtiéndose en un héroe para sus partidarios..